# فهرست سفیران ایران در لهستان
سفارت ایران در ورشو در ۲۲ آذر ۱۲۹۹ توسط اسدالله اسد بهادر تأسیس شد و نامبرده تا اسفند ۱۳۰۰ کاردار و سپس تا مهر ۱۳۰۵ وزیر مختار بود. 

## پهلوی
- اسدالله اسد بهادر (وزیر مختار) از اسفند ۱۳۰۶ تا تیر ۱۳۱۲
- یدالله عضدی از تیر ۱۳۱۲ تا دی ۱۳۱۲
- نادر آراسته از دی ۱۳۱۲ تا شهریور ۱۳۱۴
- محمد شایسته از شهریور ۱۳۱۴ تا خرداد ۱۳۱۵
- حمید سیاح از خرداد ۱۳۱۵ تا ۲۹ مرداد ۱۳۱۸ که به علت وقوع جنگ و اشغال لهستان روابط بین دو کشور قطع و سفارت تعطیل شد.
- فضل‌الله نبیل پس از خاتمهٔ جنگ، مجدداً روابط سیاسی بین دو کشور برقرار و سفارت ایران در ورشو در ۱۷ اسفند ۱۳۲۶ توسط فضل‌الله نبیل افتتاح شد و نامبرده تا مرداد ۱۳۲۹ وزیر مختار بود.
- اسمٰعیل مجدی از شهریور ۱۳۳۰ تا آبان ۱۳۳۴
- باقر فهیمی از فروردین ۱۳۳۵ تا اردیبهشت ۱۳۳۷
- عبدالامیر رشیدی حائری از تیر ۱۳۳۷ تا اسفند ۱۳۳۸
- عباسعلی خلعتبری از اسفند ۱۳۳۸ تا ۱۲ شهریور ۱۳۴۰ وزیر مختار و از آن تاریخ که سفارت به درجهٔ سفارت کبریٰ ارتقا یافت، تا دی ۱۳۴۰ سفیر بود.
- محسن مرآت اسفندیاری از دی ۱۳۴۰ تا شهریور ۱۳۴۴
- همایون سمیعی از شهریور ۱۳۴۴ تا تیر ۱۳۴۶
- علی‌اکبر فروهنده از مرداد ۱۳۴۶ تا مهر ۱۳۴۸
- فریدون دیبا از ۲۸ شهریور ۱۳۴۸[۱] تا بهمن ۱۳۵۲
- سلطان‌حسین وکیلی سنندجی از بهمن ۱۳۵۲ تا فروردین ۱۳۵۵
- اکبر دارائی از فروردین ۱۳۵۵ تا خرداد ۱۳۵۷
- فریدون والاتبار (کاردار موقت) از خرداد ۱۳۵۷ تا آبان ۱۳۵۷
- هوشنگ امیرمکری از آبان ۱۳۵۷ تا بهمن ۱۳۵۷

## جمهوری اسلامی
- هوشنگ امیرمکری از بهمن ۱۳۵۷ تا مرداد ۱۳۵۸
- محمد پورسرتیپ از مرداد ۱۳۵۸[۲] تا اسفند ۱۳۵۸
- عبدالعزیز شفیعی (معاون سفیر) از اسفند ۱۳۵۸ تا اردیبهشت ۱۳۵۹
- محمدجواد شیرازی‌کیا (معاون سفیر) از اردیبهشت ۱۳۵۹ تا بهمن ۱۳۶۰
- محمود آخوندی لواسانی (معاون سفیر) از بهمن ۱۳۶۰ تا بهمن ۱۳۶۲
- ابوالفضل رهنما هزاوه‌ئی از بهمن ۱۳۶۲ کاردار و سپس سفیر از ۱۳۶۳ تا ۱۳۶۸
- کیومرث فتوهی قیام (سفیر) از ۱۳۶۸ تا ۱۳۷۲
- رضا آستانه‌پرست (سفیر) ۱۳۷۲ تا ۱۳۷۵
- محمد طاهری (سفیر) از ۱۳۷۵ تا ۱۳۷۸
- موسی کاظمی (سفیر) از ۱۳۷۸ تا ۱۳۸۲
- محمدمهدی پورمحمدی (سفیر) از ۱۳۸۲ تا ۱۳۸۶
- هادی فرجوند (سفیر) از ۱۳۸۶ تا ۱۳۸۸
- مجید مظفری (معاون سفیر) از اسفند ۱۳۸۸ تا شهریور ۱۳۸۹
- صمدعلی لکی‌زاده (سفیر) از ۱۹ شهریور ۱۳۸۹ تا ۲۵ اسفند ۱۳۹۲
- رامین مهمان‌پرست (سفیر) از  ۲۵ اسفند ۱۳۹۲ تا ۳۱ تیر ۱۳۹۷
- مسعود ادریسی کرمانشاهی (سفیر) از ۱۳۹۷ تا ۱۴۰۰
- حسین غریبی ( سفیر ) ۱۴۰۰ ۱۴۰۴
- عیسی کاملی (سفیر)‌ ۱۴۰۴[۳]